# Fleming 1
Fleming 1 is een planetaire nevel in het sterrenbeeld Centaur. Het binnenste deel van de nevel heeft de vorm van een vlinder omgeven door een halo. De taille van de "vlinder" is omgeven door uitdijend heet gas hetgeen de binnenste heldere ellips vormt. Fleming 1 is waarschijnlijk 5.000 jaar oud.
Net als elke andere planetaire nevel werd Fleming 1 gevormd toen een oude asymptotische reuzentak (AGB) ster zijn buitenste waterstofrijke omhulsel verloor, en een hete kern (jonge witte dwerg) achterliet - de centrale ster van de nevel. De ster in het centrum van Fleming 1 heeft een temperatuur van 80.000 ± 15.000 graden Celsius en een massa van 0,56 + 0,3 − 0,04 zonsmassa's.
Waarnemingen van de Europese Zuidelijke Sterrenwacht toonden aan dat de centrale ster in feite een dubbelster is, bestaande uit twee witte dwergen die om elkaar heen draaien in een periode van 1,1953 ± 0,0002 dagen. De grootste is waarschijnlijk een oudere witte dwerg met een hogere massa - 0,64 tot 0,7 zonsmassa. De temperatuur van deze witte dwerg is ongeveer 120.000 graden Celsius. Deze levert het grootste deel van de fotonen om de nevel te ioniseren.
Fleming 1 werd in 1910 ontdekt door de Schots-Amerikaanse astronome Williamina Fleming.